# Argyrophorodes angolensis
Argyrophorodes angolensis is een vlinder uit de familie grasmotten (Crambidae). De wetenschappelijke naam van deze soort is voor het eerst gepubliceerd in 2012 door David John Lawrence Agassiz.
De soort komt voor in Congo-Kinshasa, Angola en Zambia.